# Ambulyx bakeri
Ambulyx bakeri es una especie de polilla de la familia Sphingidae. Fue descrita por Clark en 1929; se sabe que vuela en las islas Filipinas.